# Bezirk Polna
Der Bezirk Polna (tschechisch Okresní hejtmanství Polná) war ein Politischer Bezirk im Königreich Böhmen. Der Bezirk umfasste Gebiete im Übergangsgebiet von Mittelböhmen zu Südböhmen im heutigen Kraj Vysočina (Okres Jihlava, Okres Havlíčkův Brod bzw. Okres Žďár nad Sázavou). Sitz der Bezirkshauptmannschaft war die Stadt Polna (Polná).
Der Bezirk wurde 1884 aufgelöst und das Gebiet auf die Bezirke Deutschbrod bzw. Chotěboř aufgeteilt.

## Geschichte
Die modernen, politischen Bezirke der Habsburgermonarchie wurden 1868 im Zuge der Trennung der politischen von der judikativen Verwaltung geschaffen.
Der Bezirk Polna wurde 1868 aus den Gerichtsbezirken  Přibyslau (tschechisch soudní okres Humpolec) und  Polna (Německý Brod) gebildet.
1878 wurde der Gerichtsbezirk Stecken vom Gerichtsbezirk Polna abgespalten, wozu 19 überwiegend deutschsprachige Gemeinden dem Gerichtsbezirk Stecken zufielen.
Per 1. Oktober 1884 wurde der Bezirk Polna aufgelöst. Die Gerichtsbezirke Stecken (Štoky) und Polna (Polná) wurden im Zuge der Errichtung des Bezirks Königliche Weinberge dem Bezirk Deutschbrod zugewiesen, der Gerichtsbezirk Přibyslau kam zum Bezirk Chotěboř.